# Robert Pierce
Robert Pierce nascido em 8 de outubro de 1914 em Fort Dodge e falecido em 6 de setembro de 1978, foi um pastor batista estadunidense, é fundador da World Vision International e Samaritan's Purse.

## Biografia
Pierce nasceu em 8 de outubro de 1914 em Fort Dodge, Iowa.  Depois de estudar no Pasadena Nazarene College, ele se casou com Lorraine Johnson. 

### Ministério
Em 1947, Pierce se tornou pastor batista e fez uma viagem missionária à Ásia com a organização Youth for Christ (Juventude para Cristo).   Durante uma visita à China, ele foi preso pela pobreza, pelo sofrimento humano e pela situação de crianças órfãs. Ele decidiu mobilizar-se por essa causa e fundou em 1950, ao retornar aos Estados Unidos, World Vision International, uma  ONG  humanitária de patrocínio infantil. 
Em 1970, ele fundou a Samaritan's Purse, uma  ONG humanitária com o objetivo de fornecer ajuda para projetos de desenvolvimento e apoiar situações de crise. 